# Trichomyia manni
Trichomyia manni är en tvåvingeart som beskrevs av Duckhouse 1972. Trichomyia manni ingår i släktet Trichomyia och familjen fjärilsmyggor. Inga underarter finns listade i Catalogue of Life.